# Camblain-Châtelain
Camblain-Châtelain is een gemeente in het Franse departement Pas-de-Calais (regio Hauts-de-France). De plaats maakt deel uit van het arrondissement Béthune. Camblain-Châtelain telde op 1 januari 2022 1.766 inwoners.

## Geografie
De oppervlakte van Camblain-Châtelain bedroeg op 1 januari 2022 10,04 vierkante kilometer; de bevolkingsdichtheid was toen 175,9 inwoners per km².

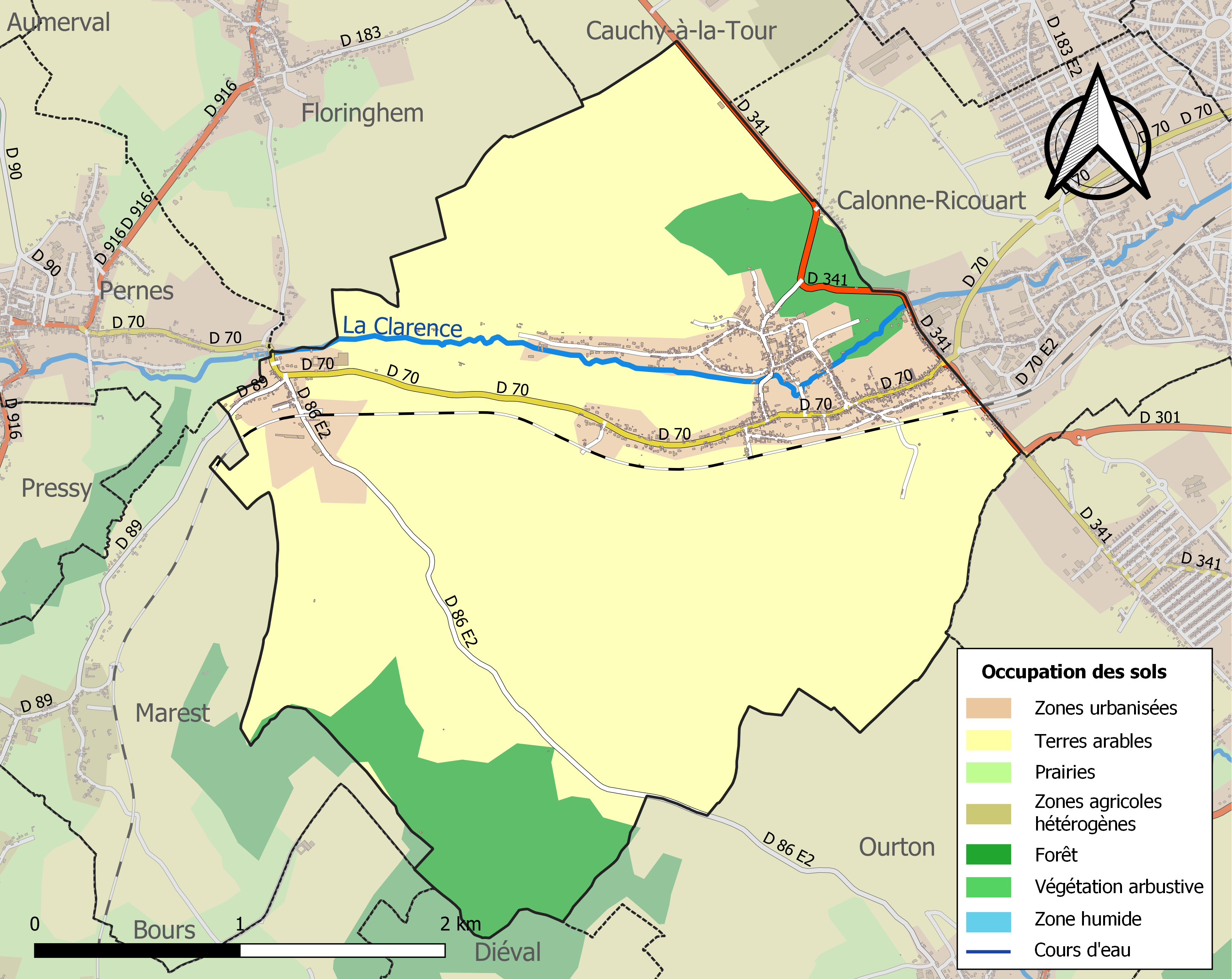
Kaart van de gemeente met belangrijkste infrastructuur, bodemgebruik en omliggende gemeenten

## Verkeer en vervoer
In de gemeente ligt spoorwegstation Pernes-Camblain.

## Demografie
Onderstaande figuur toont het verloop van het inwonertal (bron: INSEE-tellingen).